# Happier Than Ever
Happier Than Ever (en español: «Más feliz que nunca») es el segundo álbum de estudio de la cantautora estadounidense Billie Eilish, cuyo lanzamiento tuvo lugar el 30 de julio de 2021. El álbum comenzó a grabarse poco tiempo después haber lanzado When We All Fall Asleep, Where Do We Go? en marzo de 2019, tras la ruptura con Brandon Quention Adams y su accidente en Coachella, Billie Eilish comenzó en la grabación de su nuevo material discográfico.
Las primeras canciones se crearon entre marzo-agosto del 2019, las cuales fueron My Future, Happier Than Ever, Not my Responsibility y Everything I Wanted  , Esta última fue descartada para su segundo álbum de estudio y fue lanzada como sencillo Buzz de despedida a su última era, y Not My Responsibility fue lanzada en abril de 2020 en un visual.
Eilish coescribió el álbum con su productor y hermano Finneas O'Connell.
Se lanzaron cinco sencillos en la promoción del álbum «My Future», «Therefore I Am», «Your Power», «Lost Cause» y «NDA». El disco debutó en la cima del Billboard 200 de Estados Unidos y encabezó las listas de éxitos en otros 20 países. Para promover aún más el álbum, el 3 de septiembre de 2021 se lanzó una película documental de conciertos de Disney+, Happier Than Ever: A Love Letter to Los Angeles, y Eilish se embarcará en su quinta gira de conciertos, titulada Happier Than Ever The World Tour.

## Antecedentes
Billie Eilish lanzó su álbum de estudio debut, When We All Fall Asleep, Where Do We Go? en 2019. Debutó en el número uno en el Billboard 200 de EE. UU. y se certificó con cuádruple platino por la Recording Industry. 
Association of America (RIAA). Ganó el premio Grammy al Álbum del año y,  junto con su sencillo «Bad Guy» (2019), le valió a Eilish cinco premios Grammy. Tras su lanzamiento, Eilish continuó lanzando sencillos independientes, como «Everything I Wanted» (2019).
En una entrevista de enero de 2020, Eilish declaró que comenzaría a trabajar en su próximo segundo álbum de estudio durante el año. En marzo, el hermano de Eilish, Finneas O'Connell, confirmó aún más esto, afirmando que sería «bastante puro en su intención» como el debut de Eilish, y que los dos continuarían haciendo el tipo de música que les gusta «tocar en vivo».

## Lanzamiento
En enero de 2021, declaró que el álbum «se siente exactamente como yo quiero», y que ella no quiere cambiar nada al respecto. Su documental, Billie Eilish: The World's a Little Blurry', fue lanzado al mes siguiente. También en febrero, Eilish anunció que era probable que el álbum contuviera 16 pistas. Comenzó a insinuar el próximo lanzamiento de nueva música en abril de 2021, y reveló el título «Happier Than Ever» en una publicación de Instagram el día 26, que incluía un fragmento de 15 segundos de la canción del mismo nombre, que Eilish había anunciado anteriormente en la película documental.
Eilish confirmó Happier Than Ever como el título del álbum después de que las vallas publicitarias que anunciaban el álbum y su fecha de lanzamiento comenzaran a aparecer en varias ciudades. El lanzamiento se programó para el 30 de julio de 2021. Finalmente, se lanzó y estuvo disponible en una variedad de formatos de álbumes físicos, como ocho LP de vinilo de diferentes colores, incluidos los exclusivos de venta minorista para Amazon, tiendas de discos independientes, Target, Urban Outfitters y Walmart, diez variantes de CD, incluidos CD autografiados en tiendas independientes, una versión con empaques alternativos pintados a mano por Eilish, tres juegos de cajas prémium, una edición exclusiva de Target empaquetada con un póster y múltiples variantes de cintas de casete, incluido un juego de cajas de lujo.

## Promoción
El 21 de mayo de 2021, Eilish anunció que se embarcará en su quinta gira de conciertos, Happier Than Ever The World Tour, para promocionar el álbum. La gira cubre Europa y América del Norte, comenzando en Nueva Orleans el 3 de febrero de 2022. Las entradas salieron a la venta el 28 de mayo de 2021. El 22 de julio, Eilish reveló el lanzamiento del 3 de septiembre de una película de concierto en Disney + titulada Happier. Than Ever: A Love Letter To Los Angeles, dirigida por Robert Rodriguez y Patrick Osborne. Para apoyar el álbum en el Reino Unido, se emitió un especial de televisión titulado Billie Eilish: Up Close en BBC One. El 31 de julio, en conjunto con el debut de Eilish en el BBC Live Lounge. El 9 de agosto, Eilish interpretó la canción principal de The Tonight Show with Jimmy Fallon.

### Sencillos
Previamente al anuncio del disco, Eilish lanzó «My Future» (2020), que debutó dentro del top 10 del Billboard Hot 100 de Estados Unidos. Posteriormente, publicó el sencillo «Therefore I Am», en noviembre. El tema debutó en el puesto 94 en el Billboard Hot 100 de Estados Unidos y a la semana siguiente se elevó al puesto 2, lo que le dio a Eilish su cuarto éxito entre los diez primeros en Estados Unidos y el número 20 en el Hot 100 total. «Therefore I Am» dio el cuarto salto más grande en la historia del Hot 100.
El 28 de abril de 2021, Eilish anunció que el tercer sencillo, «Your Power», junto con su video musical que lo acompaña, se lanzaría al día siguiente. En mayo de ese año, compartió un video silencioso de cinco segundos en Instagram, con la descripción «Nueva canción la próxima semana». «Lost Cause» finalmente, se publicó como cuarto sencillo del disco junto con su video musical de la canción se lanzaría el mismo día. El 9 de julio de 2021, el lanzamiento de «NDA» lo convirtió en el quinto sencillo del álbum, el tema fue anunciado a través de una publicación de Instagram de Eilish junto con un video musical el 1 de julio de 2021.

## Música y letras
Musicalmente, Happier Than Ever es un disco subdued, pop y electropop, incorpora elementos de jazz, R&B, techno, country, bossa nova, bedroom pop, trip hop, folk, electro, trap y sophisti-pop. Consiste en canciones configuradas en tempos lentos, con arreglos minimalistas de guitarras acústicas, delicados sintetizadores, ritmos burbujeantes y ambiente downtempo. La letra trata sobre las luchas que enfrentan las mujeres jóvenes en la industria del entretenimiento, fama, estrellato, abuso emocional, luchas de poder, desconfianza y misoginia.
La pista de apertura, «Getting Older», es una canción sobre el abuso y fue «particularmente desgarradora» de escribir. La canción trata sobre la coerción sexual. La segunda pista, «I Didn't Change My Number», presenta un ritmo pesado. «Billie Bossa Nova», la tercera pista, presenta «un lado más maduro de Eilish». La cuarta pista, «My Future», comienza como una balada de sintetizador lento que «pasa a un ritmo funk relajado». Líricamente, la canción trata sobre el autodescubrimiento. «Oxytocin», la quinta pista, tiene un pulso tecno. La canción hace referencia a la hormona titular. La sexta pista, «Goldwing», repite su introducción a capela a lo largo de la canción. La octava pista, «Halley's Comet», es una balada con voces desnudas, sintetizadores ligeros y un ritmo de fondo.  La novena pista, «Not My Responsibility», es un interludio hablado con un instrumental ambiental que debutó en su gira Where Do We Go?.
El interludio luego pasa a la décima pista, «Overheated», que muestra la producción de su predecesor y explora el estrellato en la era de las redes sociales. La undécima pista, «Everybody Dies», es una balada de pop alternativo, impulsada por sintetizadores oscuros y un ligero rasgueo de guitarra, con «la voz de Eilish nuevamente destacando». La duodécima pista «Your Power», es una suave balada acústica sobre el abuso sexual y el hecho de que tu pareja se aproveche de ella. La decimotercera pista, «NDA», analiza la falta de privacidad en su vida debido a su ascenso en la fama sobre un electropop oscuro que pasa a la decimocuarta pista «Therefore I Am», que trata líricamente de despedir a los que odian y a los críticos. La decimoquinta pista, «Happier Than Ever», es una canción de ópera rock. Se ha descrito como «una canción de ruptura deprimente», antes de convertirse en «un rager impulsado por la guitarra eléctrica», mientras que el resto de las pistas «muestran diferentes tipos de catarsis, oscilando entre ritmos electrónicos sexys y folklore cálido, que recuerda a su música más antigua». Ha sido apodado un álbum destacado.

## Recepción crítica
Tras su lanzamiento, Happier Than Ever recibió elogios de los críticos de música. En Metacritic, que asigna una calificación normalizada de 100 a las reseñas de las publicaciones, el álbum consiguió debutar con un gran 90/100, el cual actualizado tiene una puntuación media ponderada de 86 basada en 26 reseñas, lo que indica aclamación universal y listándolo en uno de los mejores álbumes del 2021.
El crítico de NME, El Hunt, elogió el álbum por demostrar que Eilish era «una de las artistas pop más importantes de su generación», y escribió que su música es «más suave» y «mucho más discreta» que su disco debut. Alexis Petridis de The Guardian notó las melodías y voces «uniformemente geniales», la producción «menos llamativa», observando un tono «más sombrío». Sal Cinquemani de Slant sintió que el álbum es más «diverso sonoro» que el disco debut de Eilish, expandiéndose más allá de los elementos de trip-hop y trap de su predecesor. Neil McCormick de The Daily Telegraph comentó que el disco contiene «el sonido de una adolescente torturada sola en su habitación a altas horas de la noche».
Louis Bruton de The Irish Times dijo que el álbum describe «los confinamientos y explotaciones de ser una celebridad y un adolescente». Rob Sheffield, que escribe para Rolling Stone, lo calificó de «francamente heroico», «álbum confesional, oscuro, doloroso, en el que [Eilish] elige no conformarse con el papel de la querida y excéntrica hermana de Estados Unidos». David Smyth de Evening Standard elogió el estilo y el atractivo no convencional de la producción del álbum. Robin Murray de Clash llama más feliz que nunca «una obra de la evolución sutil» y 'un registro de complejidad bastante».
Chris Willman de Variety ha destacado «la observación mordaz del álbum, consciente de sí mismo humor, y post-celebridad autoconciencia». Sarah Carson de i etiquetó el álbum como un proyecto «genial, discreto y filosófico» que se inclina hacia las tendencias de la música pop acústica y dispersa. Jesse Atkinson de Gigwise calificó la producción del álbum como extraordinaria, admirando su interpretación de los géneros musicales. Giselle Au-Nhien Nguyen de The Sydney Morning Herald consideró el álbum como una experiencia auditiva cohesiva, «reveladora y gratificante» realzada por la entrega «ácida» de Eilish. Lindsay Zoladz, de New York Times, sintió que el álbum está «obsesionado con la tensión entre el conocimiento público y privado, la meditación de una estrella del pop de la era de las redes sociales sobre cuánta franqueza, si la hay, le debe a su audiencia».
Algunos fueron críticos con Happier Than Ever, Alexandra Pollard de The Independent comentó que el álbum está «lleno de cosas con las que la mayoría de nosotros no tenemos que lidiar», pero Eilish las convierte en historias identificables a través de canciones «perspicaces». El descartó las pistas «Oxytocin» y «Goldwing» como insustanciales. En una crítica mixta, Matthew Kent de The Line of Best Fit elogió las letras de Eilish y la producción de Finneas, pero consideró que el álbum era un trabajo menos único, con sus pistas «a menudo difuminadas entre sí». Para Consequence, Mary Siroky, a pesar de su cálida crítica en general, también estuvo de acuerdo en que el álbum podría ser demasiado cohesivo con canciones sonoramente indistintas. Tom Breihan de Stereogum escribió negativamente, llamando aburrido al álbum, un «conmocionado producto» de los intentos de Eilish a hacer un segundo álbum triunfante como el primero.

## Recepción comercial
Con más de 1.028 millones de pre-guardados, Eilish recuperó el récord de Apple Music como el álbum más pre-guardado en la historia de la plataforma. El cantante canadiense The Weeknd, con su disco After Hours (2020) se había apoderado previamente del primer lugar sobrepasando el disco de When We All Fall Asleep, Where Do We Go? (2019) de Eilish.
Happier Than Ever marcó el segundo álbum número uno de Eilish en los Estados Unidos. Debutó en la cima del Billboard 200 con 238 000 unidades equivalentes a álbumes, la quinta semana más grande para un álbum en 2021. De las 238 000 unidades, las ventas constituyen 153 000 copias, que es la tercera semana más grande de ventas de álbumes en 2021, y 84 000 unidades calculadas a partir de la 113,87 millones de reproducciones bajo demanda que recibió el álbum en su primera semana. La cifra también se compone de 73.000 discos de vinilo en la misma semana, marcando la segunda mayor semana de ventas de vinilo en el MRC de datos de datos de historia, detrás de Evermore (2020) de Taylor Swift. Del disco, nueve canciones del álbum se posicionaron en la lista de todos los géneros Billboard Hot 100 simultáneamente, mientras que todas sus pistas se ubicaron en la lista Hot Rock & Alternative Songs.
En el Reino Unido, el álbum debutó en el número uno en la lista de álbumes del Reino Unido con 39.000 unidades, obteniendo el segundo álbum número uno de Eilish en el país. Con más de 9.500 ventas de discos de vinilo, Happier Than Ever se convirtió en el tercer álbum de vinilo más vendido del milenio por una artista femenina en el Reino Unido. El álbum debutó en la cima del Offizielle Top 100 de Alemania como el primer álbum número uno de Eilish allí. Superando su álbum debut, que alcanzó el número tres.
En Australia, el álbum llegó a la cima de la ARIA Albums Chart, su segundo número uno en el país, mientras que cinco canciones debutaron en la ARIA Singles Chart; donde los cinco sencillos del álbum figuraron en la lista anteriormente. Happier Than Ever entró en el puesto número uno de la lista de álbumes SNEP de Francia con 14.695 unidades, convirtiéndose en su primer álbum francés número uno.

## Lista de canciones
Todas las canciones escritas y compuestas por Billie Eilish O'Connell y Finneas O'Connell. Todas las canciones están producidas por Finneas. 
| Happier Than Ever |                             |          |  |
| N.º               | Título                      | Duración |  |
| 1.                | «Getting Older»             | 4:04     |  |
| 2.                | «I Didn't Change My Number» | 2:38     |  |
| 3.                | «Billie Bossa Nova»         | 3:16     |  |
| 4.                | «My Future»                 | 3:30     |  |
| 5.                | «Oxytocin»                  | 3:30     |  |
| 6.                | «Goldwing»                  | 2:31     |  |
| 7.                | «Lost Cause»                | 3:32     |  |
| 8.                | «Halley's Comet»            | 3:54     |  |
| 9.                | «Not My Responsibility»     | 3:47     |  |
| 10.               | «Overheated»                | 3:34     |  |
| 11.               | «Everybody Dies»            | 3:26     |  |
| 12.               | «Your Power»                | 4:05     |  |
| 13.               | «NDA»                       | 3:15     |  |
| 14.               | «Therefore I Am»            | 2:53     |  |
| 15.               | «Happier Than Ever»         | 4:58     |  |
| 16.               | «Male Fantasy»              | 3:14     |  |
| 56:07             |                             |          |  |

## Posicionamiento en listas
| Listas (2021)                       | Mejor posición |
| ----------------------------------- | -------------- |
| Alemania (Media Control Charts)     | 1              |
| Australia (ARIA)                    | 1              |
| Austria (Ö3 Austria Top 40)         | 1              |
| Bélgica (Ultratop) Flanders         | 1              |
| Bélgica (Ultratop) Wallonia         | 1              |
| Canadá Álbumes (Billboard)          | 1              |
| Dinamarca (Tracklisten)             | 1              |
| Escocia (OCC)                       | 1              |
| Eslovaquia (ČNS IFPI)               | 2              |
| España (PROMUSICAE)                 | 1              |
| Estados Unidos (Billboard 200)      | 1              |
| Finlandia (Suomen virallinen lista) | 1              |
| Francia (SNEP)                      | 1              |
| Hungría (MAHASZ)                    | 28             |
| Irlanda (IRMA)                      | 1              |
| Italia (FIMI)                       | 1              |
| Japón Hot Albums (Billboard)        | 15             |
| Japón (Oricon)                      | 17             |
| Lituania (AGATA)                    | 1              |
| Noruega (VG-lista)                  | 1              |
| Nueva Zelanda (RMNZ)                | 1              |
| Países Bajos (Álbum Top 100)        | 1              |
| Polonia (ZPAV)                      | 1              |
| Portugal (AFP)                      | 1              |
| Reino Unido (OCC)                   | 1              |
| República Checa (ČNS IFPI)          | 2              |
| Suecia (Sverigetopplistan)          | 1              |
| Suiza (Schweizer Hitparade)         | 1              |

## Certificaciones
| País (organismo certificador) | Certificación | Unidades certificadas |
| ----------------------------- | ------------- | --------------------- |
| Dinamarca (IFPI Dinamarca)    | Platino       | 20 000                |
| Francia (SNEP)                | Oro           | 50 000                |
| Nueva Zelanda (RIANZ)         | Oro           | 7 500                 |
| Reino Unido (BPI)             | Oro           | 100 000               |

## Historial de lanzamiento
| País   | Fecha               | Formato                                         | Discográfica                         | Ref             |
| ------ | ------------------- | ----------------------------------------------- | ------------------------------------ | --------------- |
| Varios | 30 de julio de 2021 | Casete, CD, vinilo, descarga digital, streaming | Interscope Records, Darkroom Records | [ 106 ] [ 107 ] |